# Deep River (brano musicale)
Deep River è uno spiritual anonimo di origine afroamericana.
Il brano fu stampato per la prima volta nel 1876, quando fu pubblicato nella prima edizione di "La storia dei Jubilee Singers: With Their Songs", da J.B.T. Marsh. Nel 1917, quando Henry T. Burleigh ebbe completato l'ultimo dei suoi diversi importanti arrangiamenti, la canzone era diventata molto popolare nei recitals. È stato definito "forse il più noto e più amato spiritual".
È stato cantato in diversi film, tra cui la versione 1929 del film Show Boat, e da Chevy Chase nel film campione d'incassi del 1983 National Lampoon's Vacation. La melodia fu anche adattata nella canzone popolare "Dear Old Southland", nel 1921.
L'attore e cantante Paul Robeson eseguì "Deep River", accompagnato da un grande coro maschile nel 1940 nel film The Proud Valley.
"Deep River" è uno dei cinque spirituals inclusi nell'oratorio A Child of Our Time, in scena la prima volta nel 1944, del compositore classico Michael Tippett.

## Registrazioni
- Marian Anderson registrò una versione nel 1938, realizzata da Red Seal, all'epoca una affiliata della RCA Victor.
- Tommy Dorsey registrò un arrangiamento swing del brano il 17 febbraio 1941, per conto della Victor.
- Adelaide Hall e Kenneth Cantril registrarono una versione di Deep River per il loro cofanetto di Spirituals pubblicato nel 1949 dalla London Records[3]
- Deep River Boys presentano Harry Douglas con l'Orchestra di Pete Brown (registrato a Oslo il 23 agosto 1956 e pubblicato sul dischi a 78 giri HMV AL 6039).
- Odetta registrò una versione per il suo album del 1957 At the Gate of Horn.
- 1961 - Leopold Stokowski dirige la "New Symphony Orchestra of London" e Norman Luboff I cori. Il Brano viene inciso su disco dalla RCA. L'album si intitola "Inspiration - Great Music for Chorus and Orchestra"
- La Corale Roger Wagner registrò un arrangiamento di Roger Wagner, realizzato per la prima volta sull'album The Negro Spiritual per la Capitol Records (SP 8600) nel 1964.
- L'interpretazione di Lorraine Hunt Lieberson fu registrata sull'album Lorraine Hunt Lieberson at Ravinia. La canzone era un bis frequente nei concerti del mezzosoprano.
- Bobby Womack registrò una versione per il suo album del 2012 The Bravest Man in the Universe.
- Barbra Streisand 27º album in studio, Higher Ground, registrato in USA, l'11 novembre 1997, su etichetta Columbia Records.
- Terzo album di Johnny Mathis, "Good Night, Dear Lord", realizzato nel 1958 in USA.

## Versi
Deep River,

My home is over Jordan.

Deep River, Lord.

I want to cross over into campground.
Deep River.

my home is over Jordan.

Deep River, Lord,

I want to cross over into campground.
Oh, don't you want to go,

To the Gospel feast;

That Promised Land,

Where all is peace?
Oh, deep River, Lord,

I want to cross over into campground.